# Estação Itararé (EMTU)
A Estação Itararé é uma das estações do VLT da Baixada Santista, situada em São Vicente, entre a Estação José Monteiro e a Estação João Ribeiro. É administrada pela Empresa Metropolitana de Transportes Urbanos de São Paulo (EMTU-SP).
Foi inaugurada em 23 de junho de 2015. Localiza-se na Rua da Constituição. Atende o bairro do Itararé, situado na Área Insular da cidade.

## Diagrama da estação
|  | ↓ a ↓ |

| 1 |

|  | ↑ b ↑ |

|  | ↓ a ↓ |

| 1 |

|  | ↑ b ↑ |

|  | ↓ a ↓ |

| 1 |

|  | ↑ b ↑ |

|  | ↓ a ↓ |

| 1 |

|  | ↑ b ↑ |